# Адзенета-дел-Маестрат
Адзенета-дел-Маестрат, Адсанета (валенс. Atzeneta del Maestrat (офіційна назва), ісп. Adzaneta) — муніципалітет в Іспанії, у складі автономної спільноти Валенсія, у провінції Кастельйон. Населення — 1409 осіб (2010).

## Географія
Муніципалітет розташований на відстані близько 300 км на схід від Мадрида, 27 км на північний захід від міста Кастельйон-де-ла-Плана.
На території муніципалітету розташовані такі населені пункти: (дані про населення за 2010 рік)
- Адзенета-дел-Маестрат: 1172 особи
- Кап-де-Терме: 28 осіб
- Ел-Кастель: 31 особа
- Меанес: 178 осіб

## Демографія
Динаміка населення (INE ):

## Галерея зображень

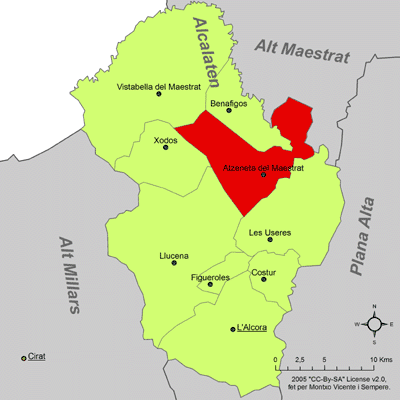
Розташування муніципалітету Адзенета-дел-Маестрат у комарці Алькалатен
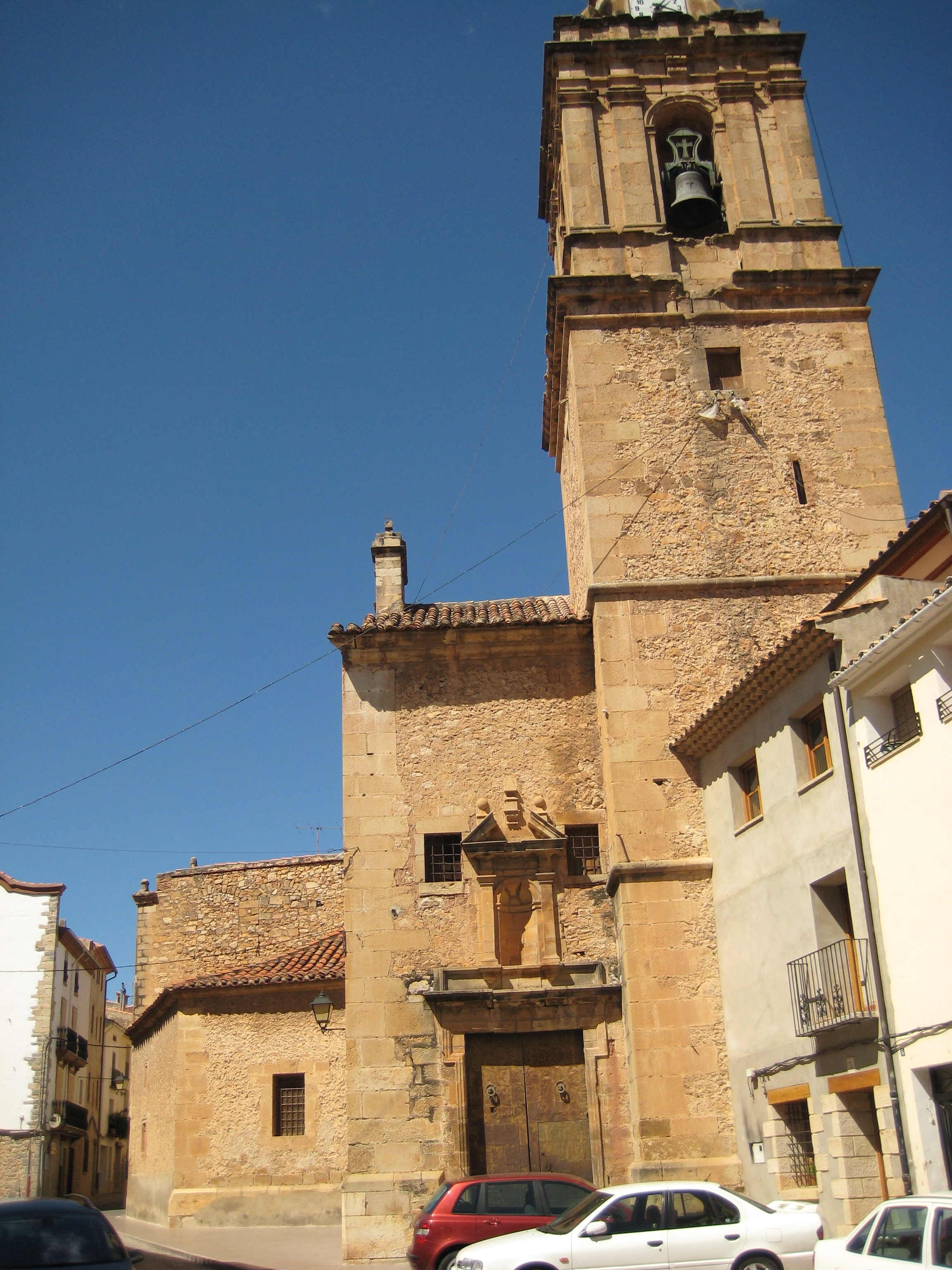
Церква і дзвіниця
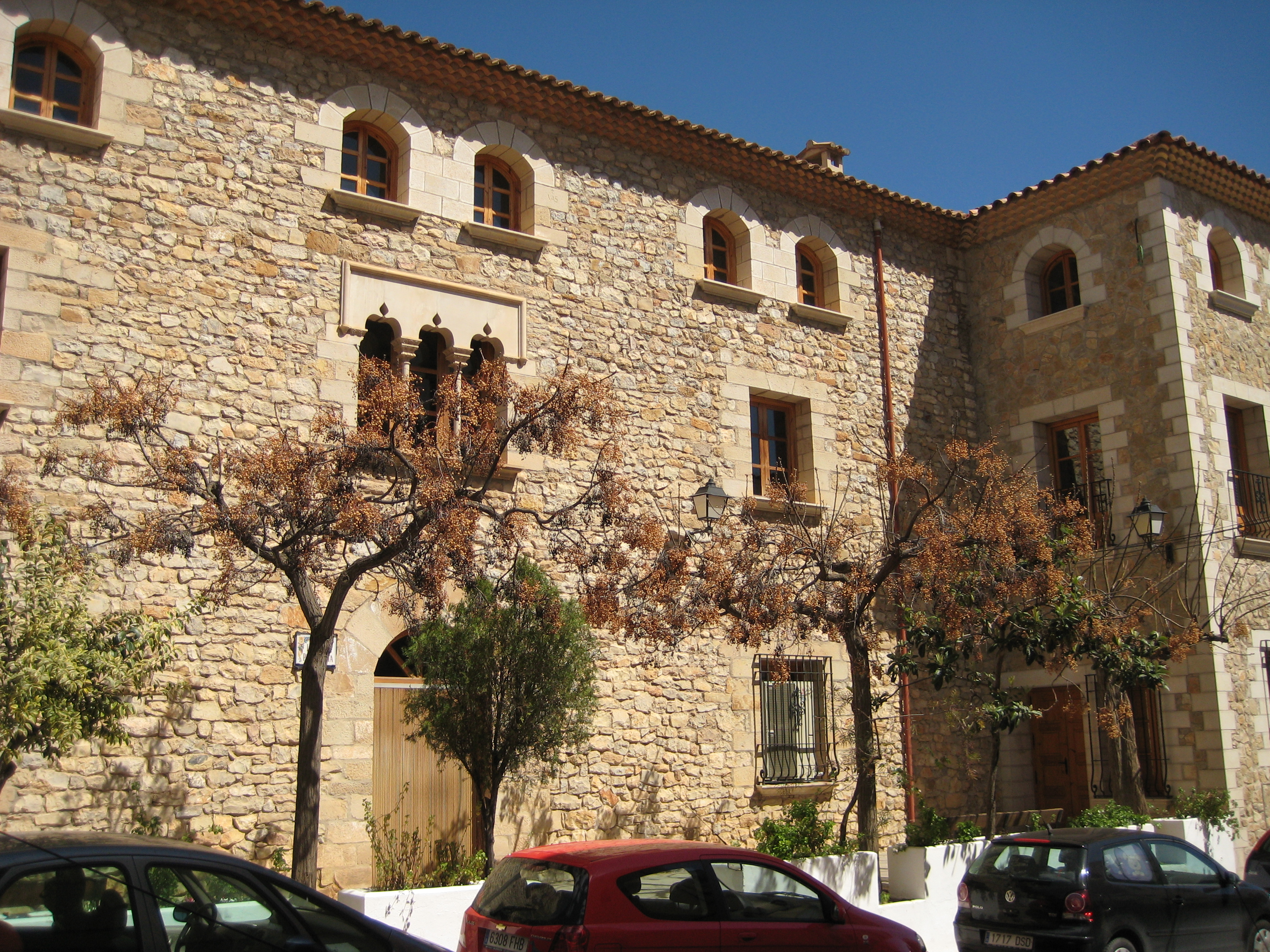
Муніципальна рада